# دربند (آستارا)
دربند، روستایی از توابع بخش مرکزی شهرستان آستارا در استان گیلان ایران است.
روستای  «دربند » از توابع شهرستان
آستارا در استان گیلان، یکی از این
نمونه هاست که به خاطر قرار گرفتن
در نزدیکی تالاب  «استیل آستارا»
مشمول این تابلوی زردرنگ هم می
شود. هم‌نشینی ی دریا، جنگل و جلگه،
تنوع گیاهی و جانوری مناسبی را در
این منطقهٔ غربی دریای خزر به
وجود آورده که تالاب استیل یکی از
بهترین نمونه‌هایش است، تالابی که
نما اصلی اش  «هِستل » است و به زبان
محلی  «آبگیر‏» معنا می‌دهد.
در این منطقهٔ حافظت شده، باید
انتظار تماشای گونه‌های گیاهی و
جانوری منحصر به فردی را داشته
باشید که هرساله مسافران زیادی را به
سوی خود می‌کشاند.
همین جاذبه‌ها باعث شده دربند،
روستای همسایهٔ تالاب تبدیل به یک
روستای گردشگری منطقه شود و با
خانه‌های روستایی و جنگلی اش
میزبان مسافران و پرنده نگران تالاب
باشد.

## جمعیت
این روستا در دهستان ویرمونی قرار دارد و براساس سرشماری مرکز آمار ایران در سال ۱۳۸۵، جمعیت آن ۴۲۷ نفر (۹۷خانوار) بوده‌است.